# Правительство Шпидлы
Правительство Владимира Шпидлы (чеш. Vláda Vladimíra Špidly) — 5-е коалиционное правительство Чешской Республики во главе с Владимиром Шпидлой. Было приведено к присяге 15 июля 2002 года. Получило доверие парламента на заседании 7 августа 2002 года.

## Общие сведения
Правительство Владимира Шпидлы пришло на смену правительства Милоша Земана, который планировал принять участие в президентских выборах в 2003 году. Действие Оппозиционного соглашения с ODS завершилось после выборов и поэтому Владимир Шпидла договорился о правительстве с оппозиционными KDU-ČSL и US-DEU. 9 июля было подписано коалиционное соглашение, 15 июля правительство было приведено к присяге и 7 августа получило доверие парламента.
Правительство поддерживало вступление Чехии в Европейский союз, и поэтому в июне 2003 года прошёл референдум о вступлении Чехии в ЕС. 1 мая 2004 года Чехия стала членом Европейского союза. В июне 2004 года, в Чехии впервые прошли выборы в Европейский парламент, которые ČSSD проиграла и заняла 5-е место. Вследствие этого Владимир Шпидла подал в отставку с поста главы партии и затем и с поста премьер-министра. После отставки премьера в отставку ушло и правительство. После долгих консультаций, президент Вацлав Клаус назначил премьером, нового председателя социал-демократов Станислава Гросса.

## Состав кабинета
| Министерство (должность)                                 | Имя               | Начало полномочий | Конец полномочий | Партия               | Партия  |
| Председатель Правительства                               | Владимир Шпидла   | 12 июля 2002      | 4 августа 2004   |                      | ČSSD    |
| Первый вице-председатель, министерство внутренних дел    | Станислав Гросс   | 15 июля 2002      | 4 августа 2004   |                      | ČSSD    |
| Вице-председатель, министерство иностранных дел          | Цирил Свобода     | 15 июля 2002      | 4 августа 2004   |                      | KDU-ČSL |
| Вице-председатель                                        | Павел Рыхетский   | 15 июля 2002      | 3 августа 2003   |                      | ČSSD    |
| Богуслав Соботка                                         | 30 октября 2003   | 4 августа 2004    |                  | ČSSD                 |         |
| Министерство финансов                                    | Богуслав Соботка  | 15 июля 2002      | 4 августа 2004   |                      | ČSSD    |
| Министерство регионального развития                      | Павел Немец       | 15 июля 2002      | 4 августа 2004   |                      | US-DEU  |
| Министерство труда и социальных дел                      | Зденек Шкромах    | 15 июля 2002      | 4 августа 2004   |                      | ČSSD    |
| Министерство здравоохранения                             | Мария Соучкова    | 15 июля 2002      | 14 апреля 2004   |                      | ČSSD    |
| Йозеф Кубины                                             | 14 апреля 2004    | 4 августа 2004    |                  | ČSSD                 |         |
| Министерство юстиции                                     | Павел Рыхетский   | 15 июля 2002      | 5 августа 2003   |                      | ČSSD    |
| Владимир Шпидла (врио)                                   | 6 августа 2003    | 16 сентября 2003  |                  | ČSSD                 |         |
| Карел Чермак                                             | 16 сентября 2003  | 15 июня 2004      |                  | Беспартийный от ČSSD |         |
| Владимир Шпидла (врио)                                   | 15 июня 2004      | 4 августа 2004    |                  | ČSSD                 |         |
| Министерство культуры                                    | Павел Достал      | 15 июля 2002      | 4 августа 2004   |                      | ČSSD    |
| Министерство промышленности и торговли                   | Иржи Руснок       | 15 июля 2002      | 19 марта 2003    |                      | ČSSD    |
| Милан Урбан                                              | 19 марта 2003     | 4 августа 2004    |                  | ČSSD                 |         |
| Министерство сельского хозяйства                         | Ярослав Палас     | 15 июля 2002      | 4 августа 2004   |                      | ČSSD    |
| Министерство образования, молодёжи и физической культуры | Петра Бузкова     | 15 июля 2002      | 4 августа 2004   |                      | ČSSD    |
| Министерство обороны                                     | Ярослав Тврдик    | 15 июля 2002      | 9 июня 2003      |                      | ČSSD    |
| Мирослав Костелка                                        | 9 июня 2003       | 4 августа 2004    |                  | ČSSD                 |         |
| Министерство транспорта                                  | Милан Шимоновский | 15 июля 2002      | 4 августа 2004   |                      | KDU-ČSL |
| Министерство окружающей среды                            | Либор Амброзек    | 15 июля 2002      | 4 августа 2004   |                      | KDU-ČSL |
| Министерство информатики                                 | Владимир Млинарж  | 15 июля 2002      | 4 августа 2004   |                      | US-DEU  |

### Министры без портфеля
| Министерство (должность)                                                               | Имя        | Начало полномочий | Конец полномочий | Партия | Партия |
| Вице-председатель, министр исследований и разработок, прав человека и людских ресурсов | Петр Мареш | 15 июля 2002      | 4 августа 2004   |        | US-DEU |